# Hygrocybe chlorophana
Hygrocybe chlorophana (Elias Magnus Fries, 1838 ex Friedrich Otto Wünsche, 1877),  sin. Hygrophorus chlorophanus (Elias Magnus Fries, 1821 ex Elias Magnus Fries, 1838), din încrengătura Basidiomycota în familia Hygrophoraceae și de genul Hygrocybe, este o specie saprofită de ciuperci comestibile. Un nume popular nu este cunoscut. În România, Basarabia și Bucovina de Nord trăiește solitară sau împrăștiată pe sol umed prin pajiști cu soluri sărace printre pernițele de mușchi și firele de iarbă și pășuni, pe gazon în parcuri, mai rar în păduri ierboase, la marginea pădurilor de conifere și dea lungul potecilor. Apare regional destul de des, de la câmpie până în regiuni montane, din iunie până în octombrie (noiembrie).

## Taxonomie
Numele binomial a fost determinat drept Agaricus chlorophanus de renumitul savant suedez Elias Magnus Fries în volumul 1 al trilogiei sale Systema Mycologicum din anul 1821 și transferat de el însuși la genul Hygrophorus sub păstrarea epitetului în lucrarea sa Epicrisis systematis mycologici, seu synopsis hymenomycetum din 1838, un taxon regăsit încă până în prezent în unele cărți micologice.
În sfârșit, în 1877, micologul german Friedrich Otto Wünsche a mutat specia corect la genul Hygrocybe sub numele curent valabil (2020), de verificat în cartea sa Die Pilze. Eine Anleitung zu ihrer Kenntnis.
Toate celelalte încercări de redenumire sunt acceptate sinonim, dar, fiind nefolosite, sunt de neglijat.
Epitetul specific este derivat din cuvintele grecești (greacă veche χλωρός=galben-verzui) și (greacă veche φανός=faclă, ca o lanternă), datorită aspectului exterior.

## Descriere

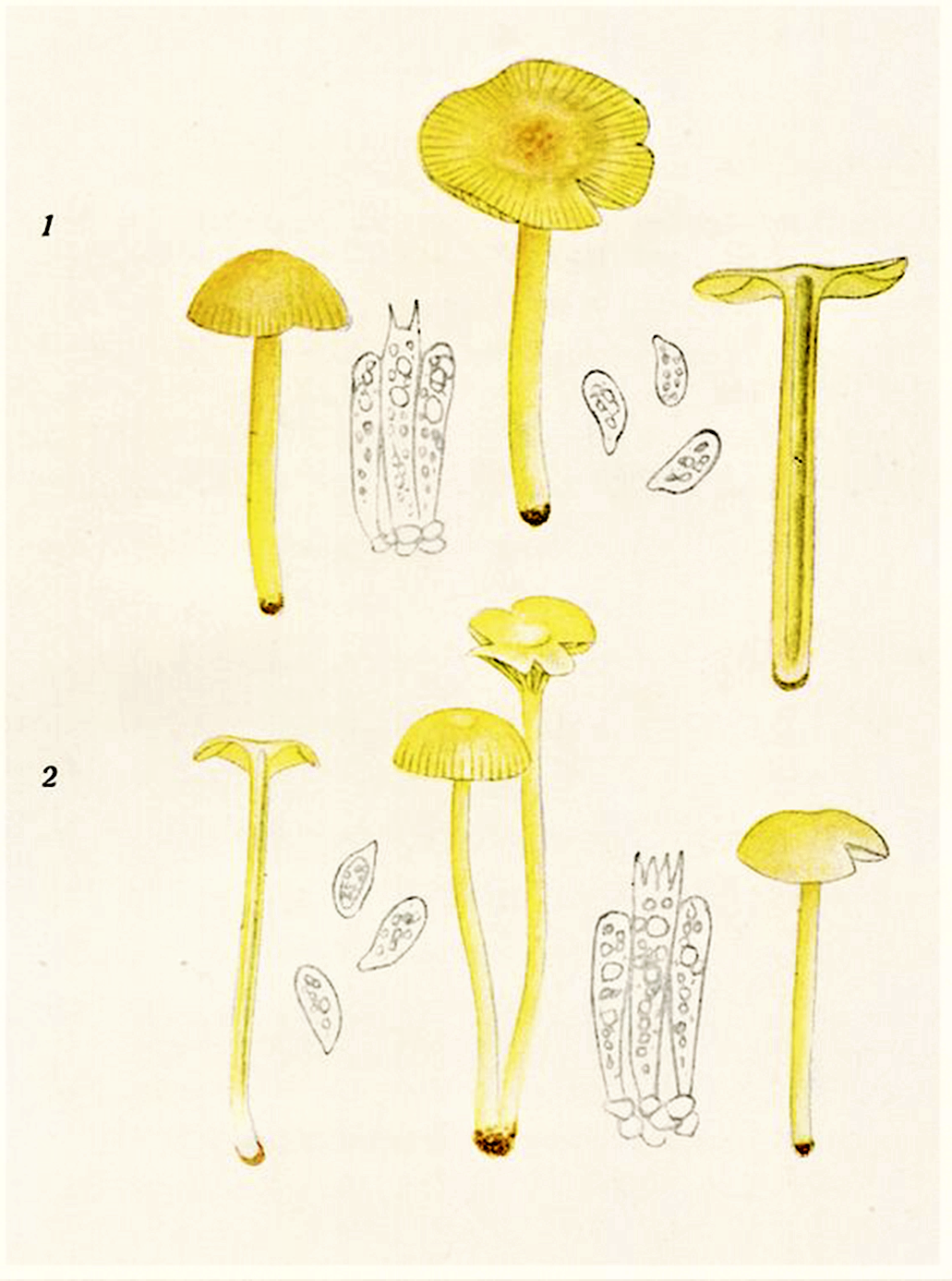
Bres.: Hygrophorus chlorophanus (1) și Hygrophorus vitellinus (2)

- Pălăria: are un diametru între 2 și 6 cm, este subțire, fragilă, higrofilă, inițial semisferic-convexă, aplatizând repede și prezentând uneori o cocoașă turtită centrală, cu avansarea în vârstă cu marginile neregulat ondulate, fâlfâite și răsucite în sus. Cuticula este netedă, lucioasă, umedă și ușor lipicioasă, foarte vâscoasă pe vreme umedă precum adesea ușor striată și oarecum transparentă pe margine. Coloritul variază în diverse nuanțe de galben și poate fi galben-limoniu, galben-sulfureu, galben-ocru, galben-verzui, în mijloc adesea galben-portocaliu, dar higrofan (se estompează, înălbește). Nu se decolorează după apăsare sau leziune.
- Lamelele: sunt spațiate, destul de groase, inegale, cu lameluțe mai scurte intercalate, mai întâi arcuite, apoi bulboase, fiind aderate la picior, uneori scurt dințat decurente la picior. Coloritul inițial gălbui până galben-limoniu, mai deschis înspre marginea pălăriei, devine ulterior palid gălbui. Muchiile netede sunt mai deschise.
- Piciorul: de culoarea pălăriei sau ceva mai deschis are o lungime de  la 6 (7) cm și o grosime de 0,5 până la 0,8 cm, fiind cilindric, nu rar îndoit lateral și slab turtit, neted, moale și ușor fibros, uscat (numai pe vreme ploioasă slab unsuros) precum fistulos (gol pe dinăuntru). Nu prezintă un inel și nu se decolorează după tăiere.
- Carnea: albicioasă până alb-gălbuie care nu se colorează în contact cu aerul după o secțiune este friabilă, slab apoasă, subțire și parțial hialină (translucidă), mirosul fiind imperceptibil și gustul plăcut.[3][4][5]
- Caracteristici microscopice: are spori elipsoidali cu un vârf apiculat, netezi, hialini (translucizi) și neamiloizi (nu se decolorează cu reactivi de iod), având o mărime de 6-8 x 4-4,5 microni. Praful lor este alb. Basidiile clavate cu 2-4 sterigme fiecare măsoară 30-40 x 7-8 microni. Cistidele celule de obicei izbitoare și sterile care pot apărea între basidii și himen, stratul fructifer) sunt mai scurte, cu vârfuri rotunjite și pediculate.[10]
- Reacții chimice: nu sunt cunoscute.[11]

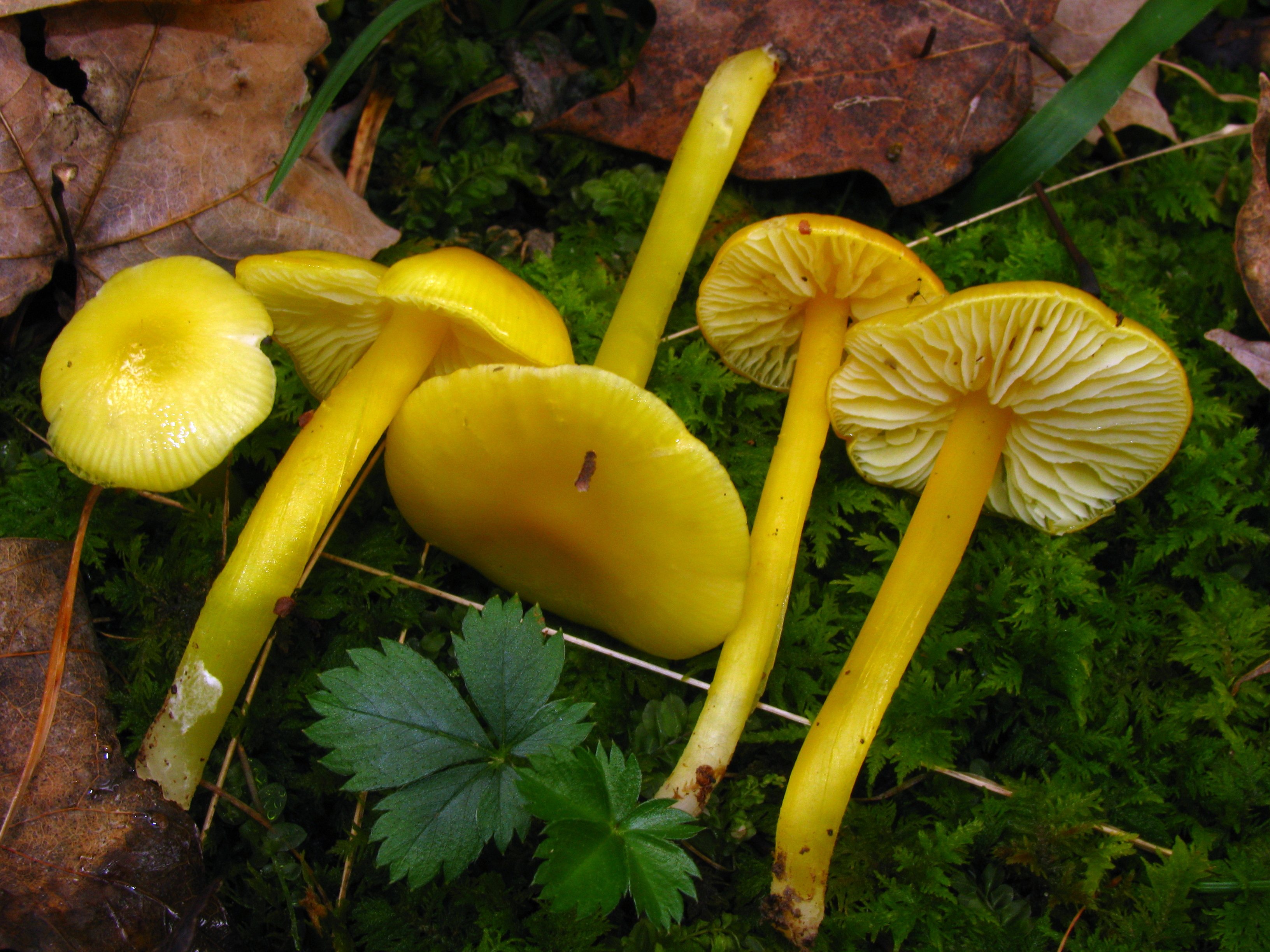
H. chlorophana, lamele și picior
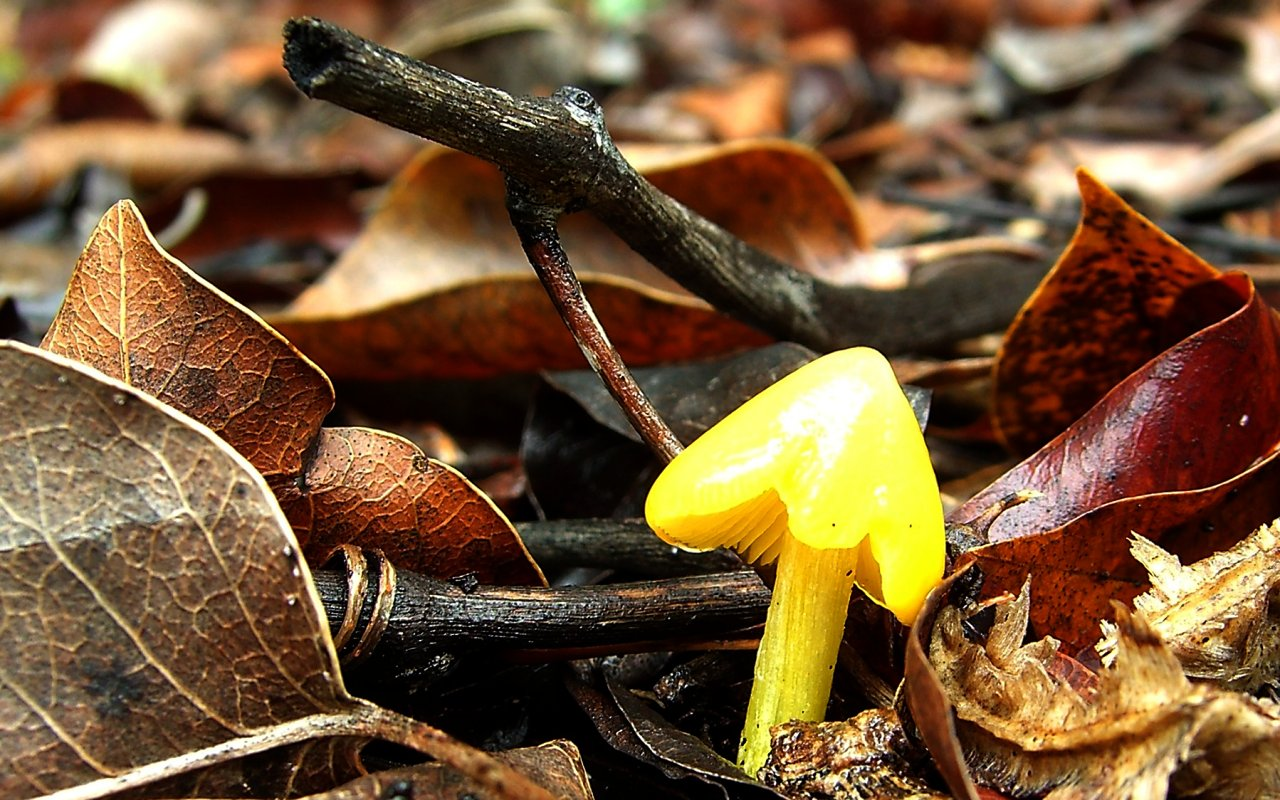
H. chlorophana tânără
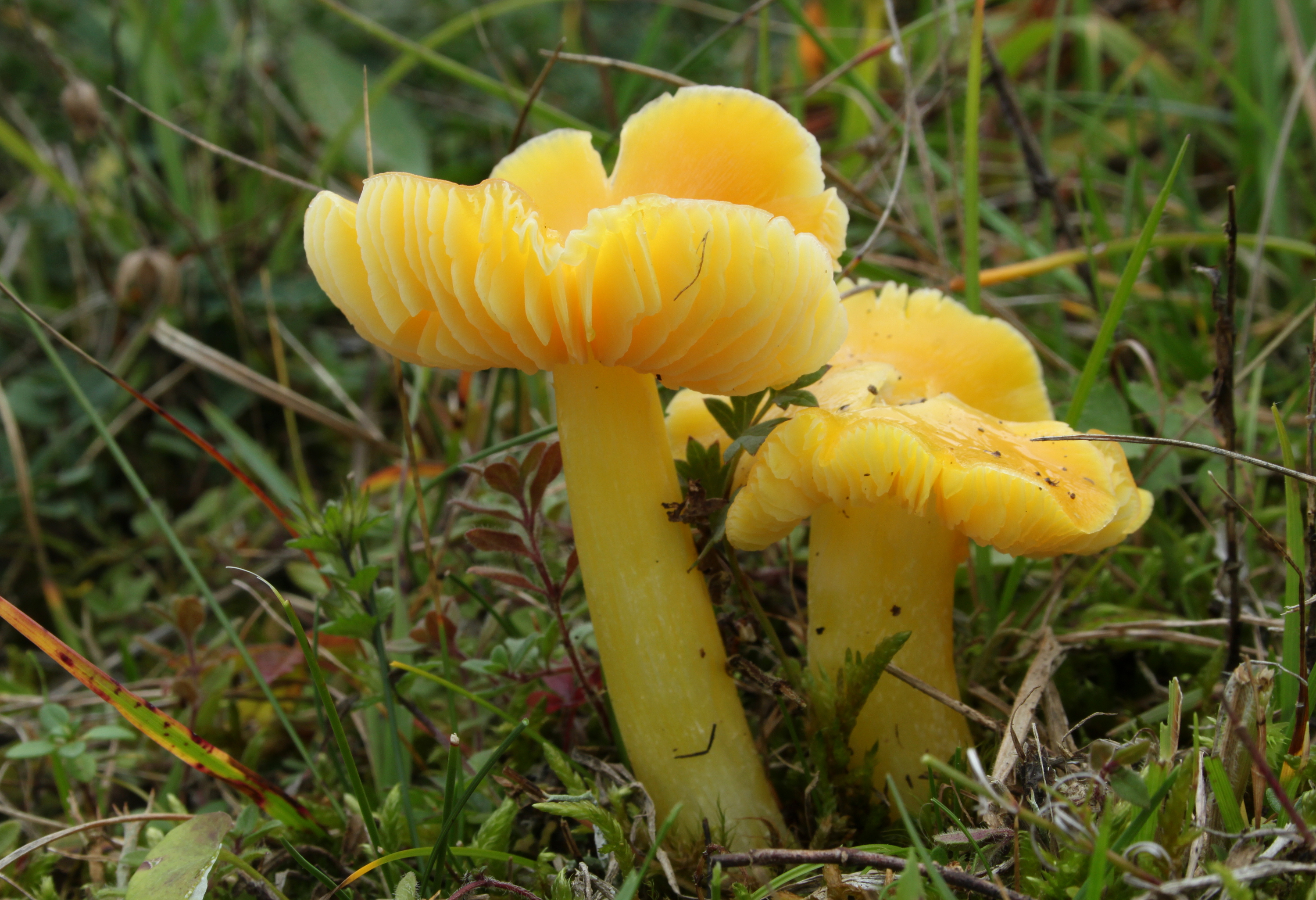
H. chlorophana mature
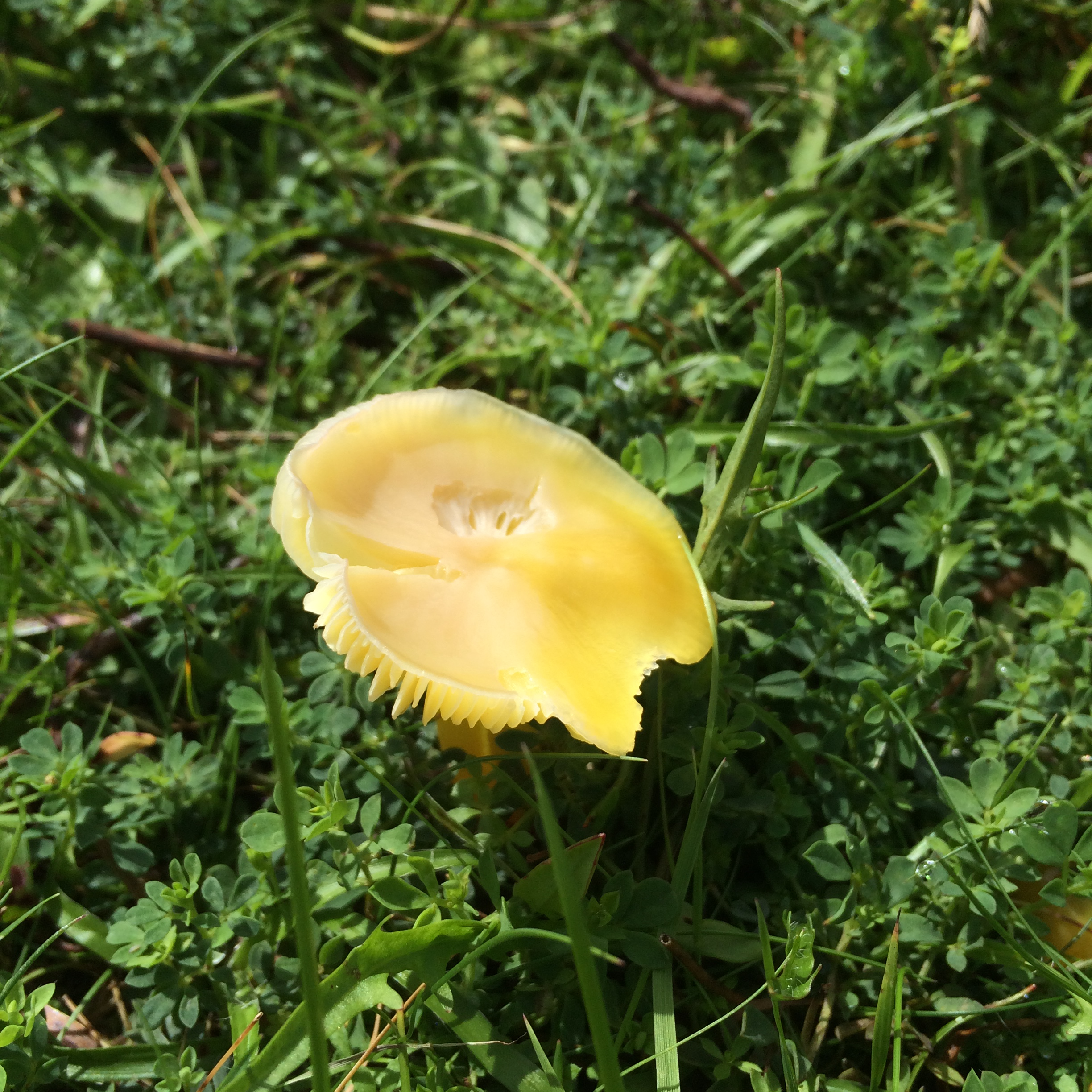
H. chlorophana mai bătrână

## Confuzii
Ciuperca poate fi confundată cu specii de același gen, cu toate foarte greu de diferențiat și mai mult sau mai puțin comestibile, ca exemplu Cuphophyllus colemannianus sin. Hygrocybe colemanniana (comestibil), Cuphophyllus pratensis sin. Hygrocybe pratensis, ciuciuleni de iarbă) (comestibil), Hygrocybe acutoconica (șofrănie, miros slab de vopsea de dispersie, gust blând, apare deja în mai), Hygrocybe aurantiosplendens (colorit mult mai roșiatic, miros plăcut și gust blând), Hygrocybe cantharellus (comestibilă), Hygrocybe ceracea (fără valoare culinară), Hygrocybe flavescens (miros insignifiant, gust blând), Hygrocybe glutinipes (fără valoare culinară, pălăria are diametru mai mic de 1-3 cm, preferă apropierea de arbori foioși, miros și gust imperceptibil), Hygrocybe intermedia, Hygrocybe miniata, Hygrocybe psittacina sin. Gliophorus psittacinus, (fără valoare culinară, pălăria are diametru mai mic de 1-4 cm, foarte vâscoasă, cu un colorit verzui până la galben-verzui cu carne albă și nuanțe verzuie, miros imperceptibil și gust blând), Hygrocybe quieta (preferă apropierea de arbori foioși, miros slab leșios, săpunesc, gust blând), Hygrocybe virescens (colorit galben-verzui päan brun-verzui, carne galben-verzuie, miros neînsemnat, gust blând), Hygrocybe vitellina sin. Gloioxanthomyces vitellinus (fără valoare culinară) sau chiar cu Cantharellus amethysteus, Cantharellus cibarius, Cantharellus friesii și înrudiți (poartă stinghii, nu lamele) precum cu specia de calitate scăzută Hygrophoropsis aurantiaca.

## Specii asemănătoare în imagini

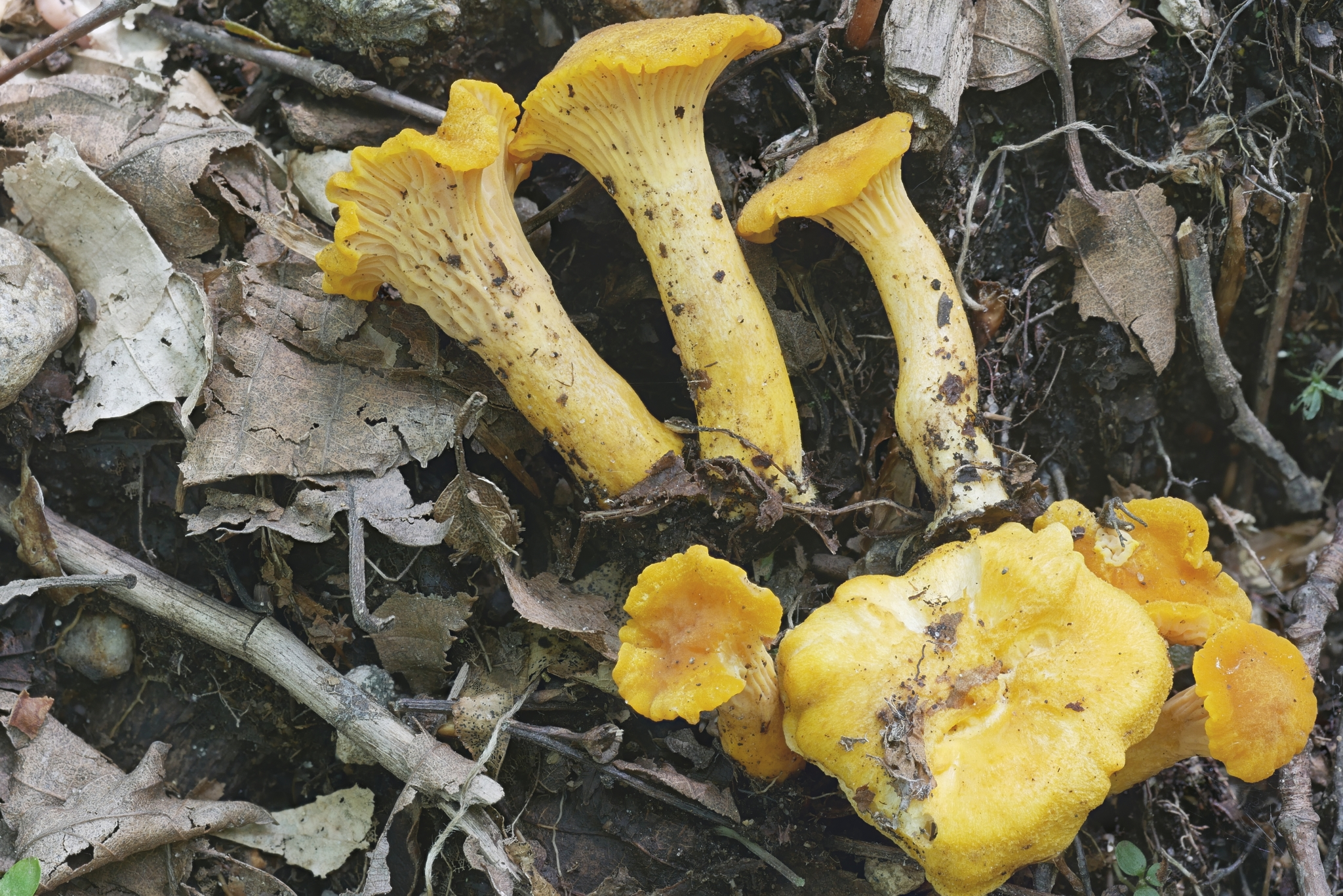
Cantharellus amethysteus
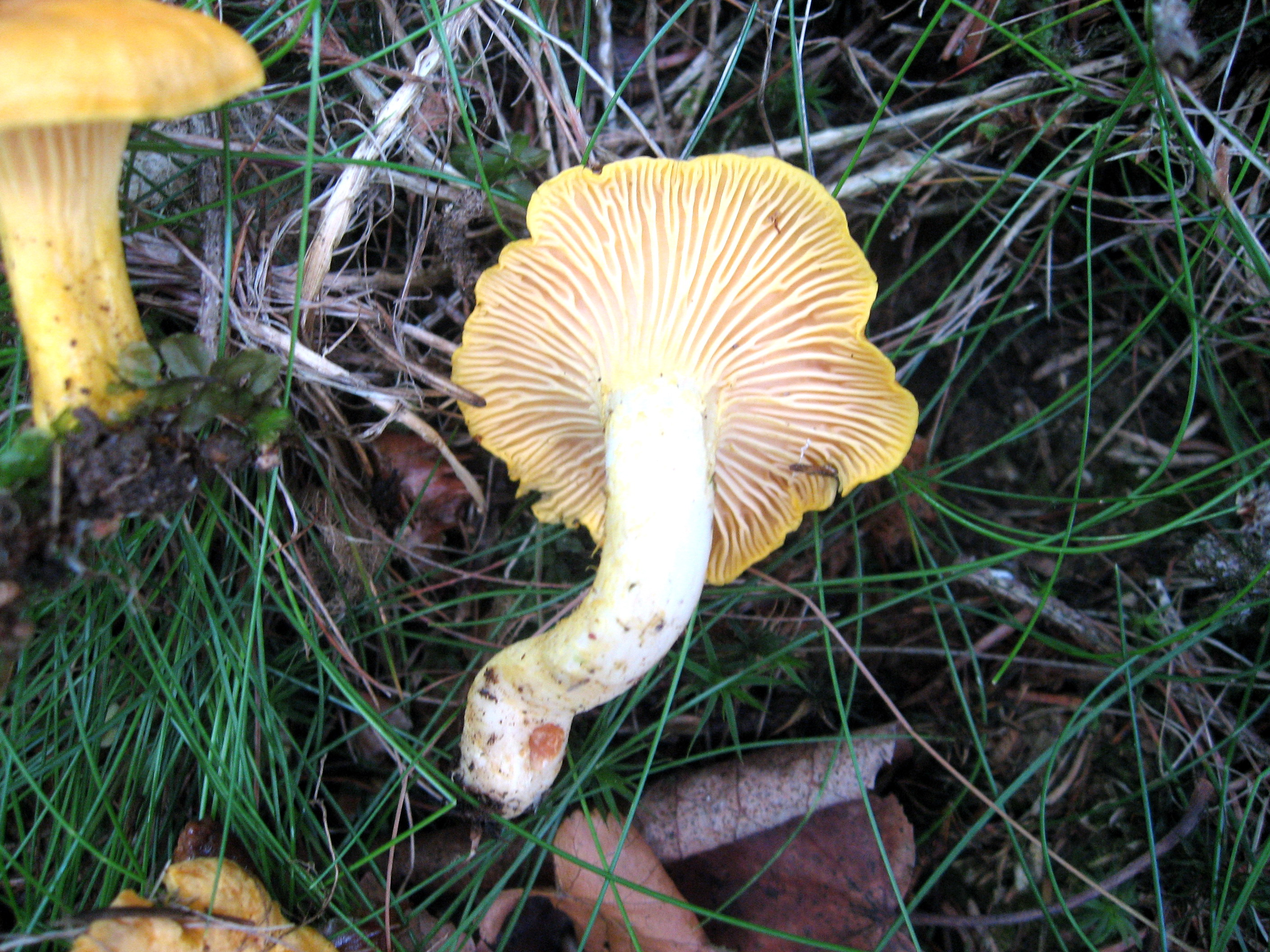
Cantharellus cibarius
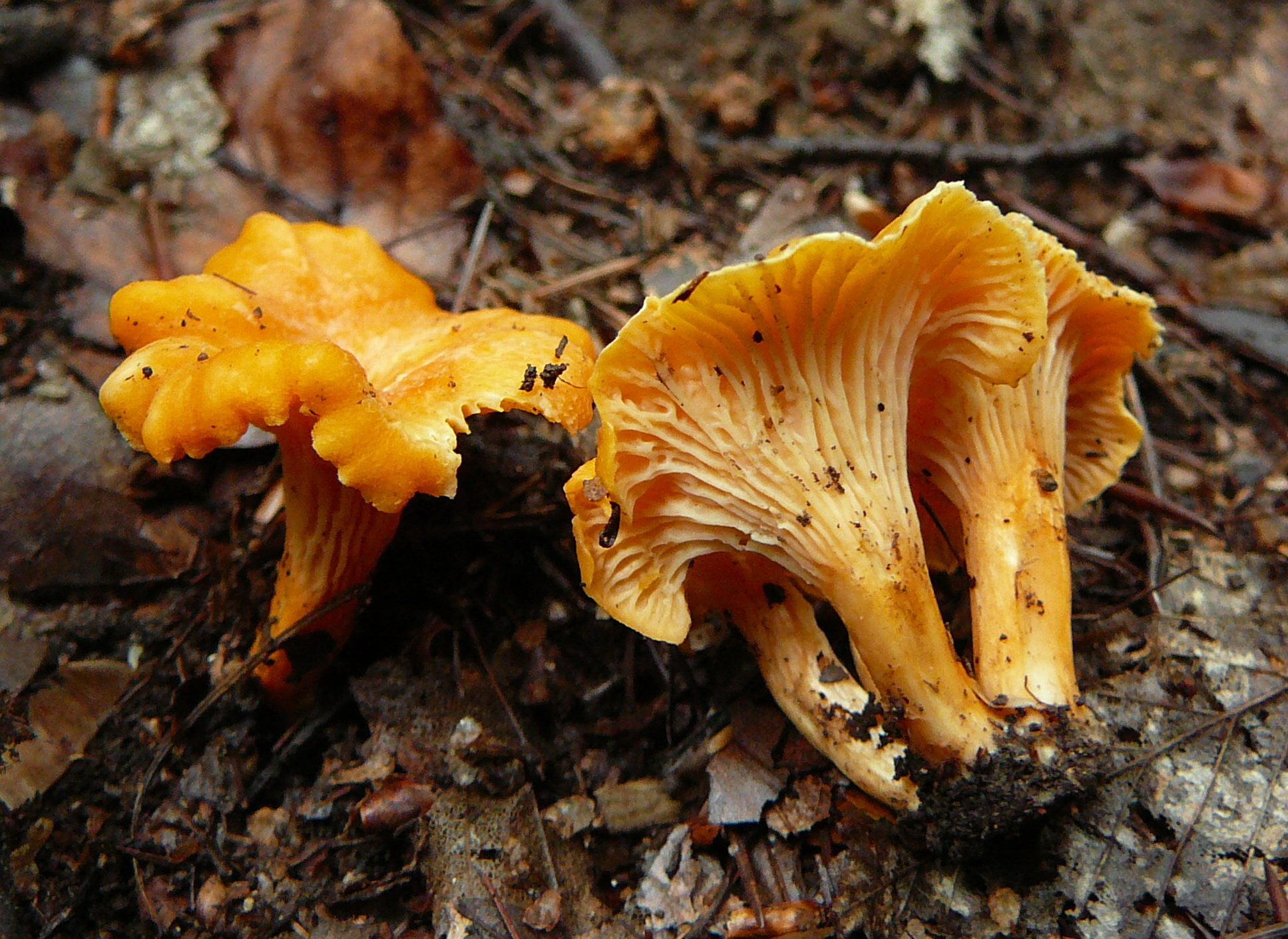
Cantharellus friesii
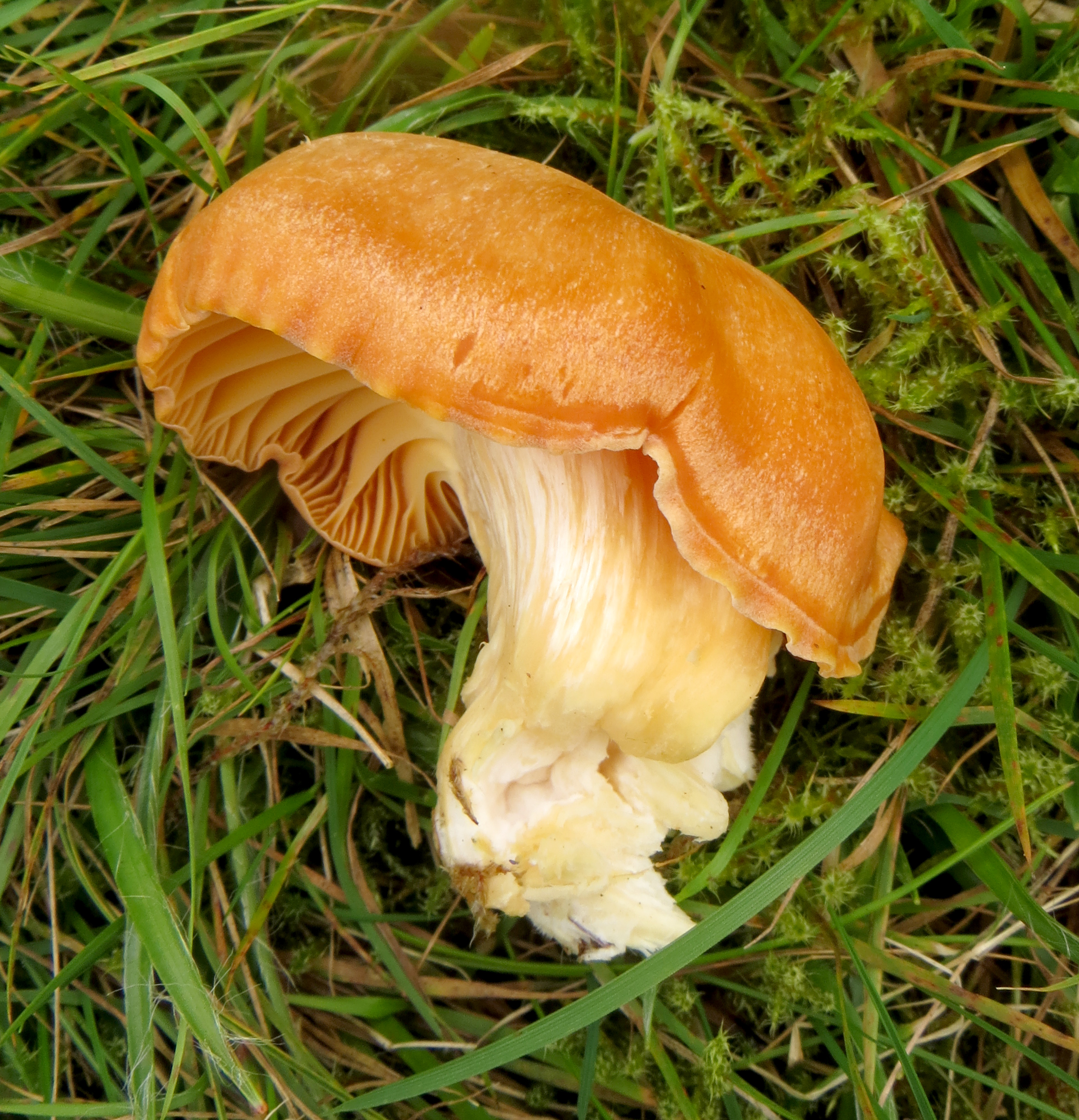
Cuphophyllus pratensis sin. Hygrocybe pratensis
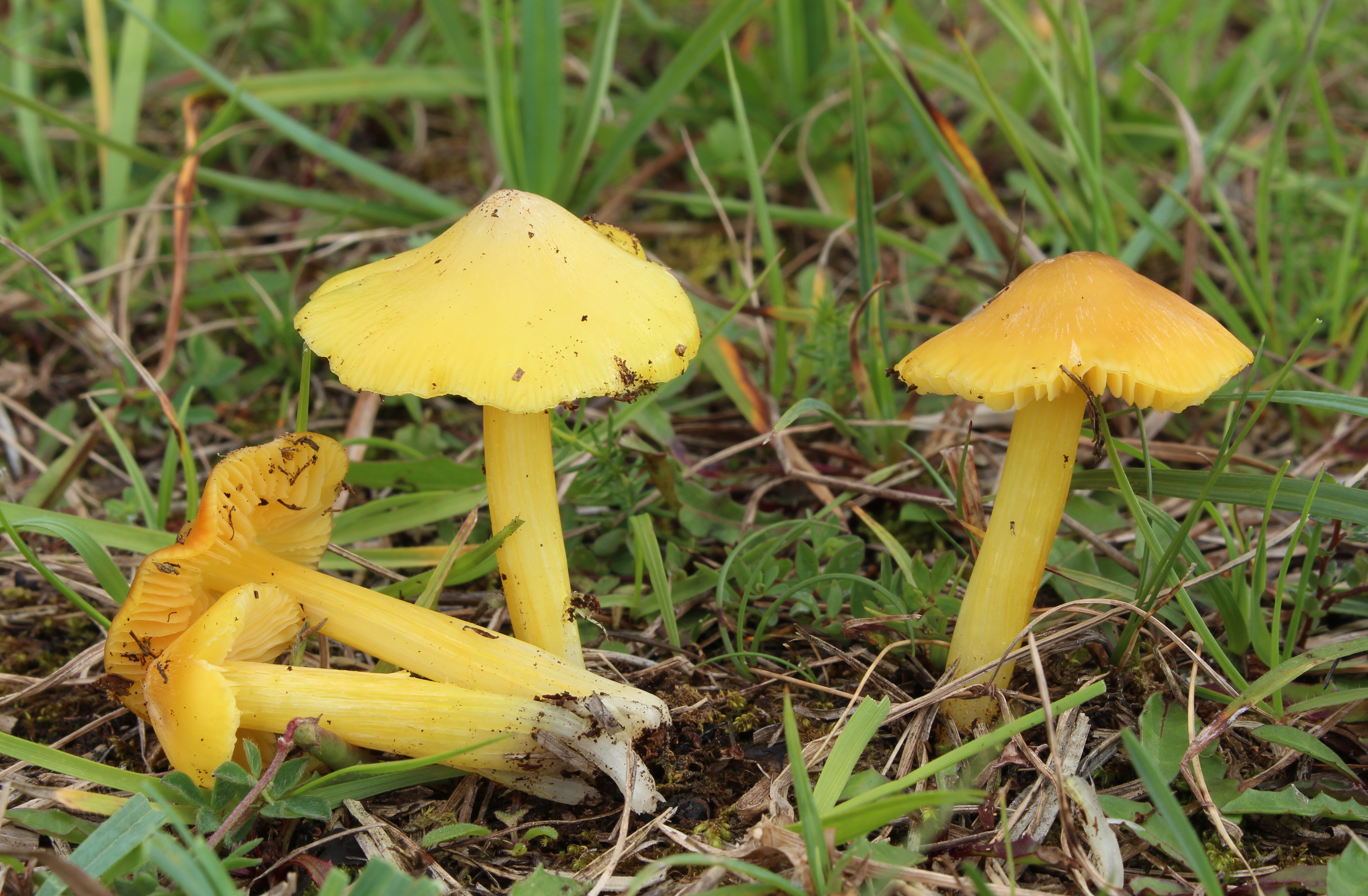
Hygrocybe acutoconica
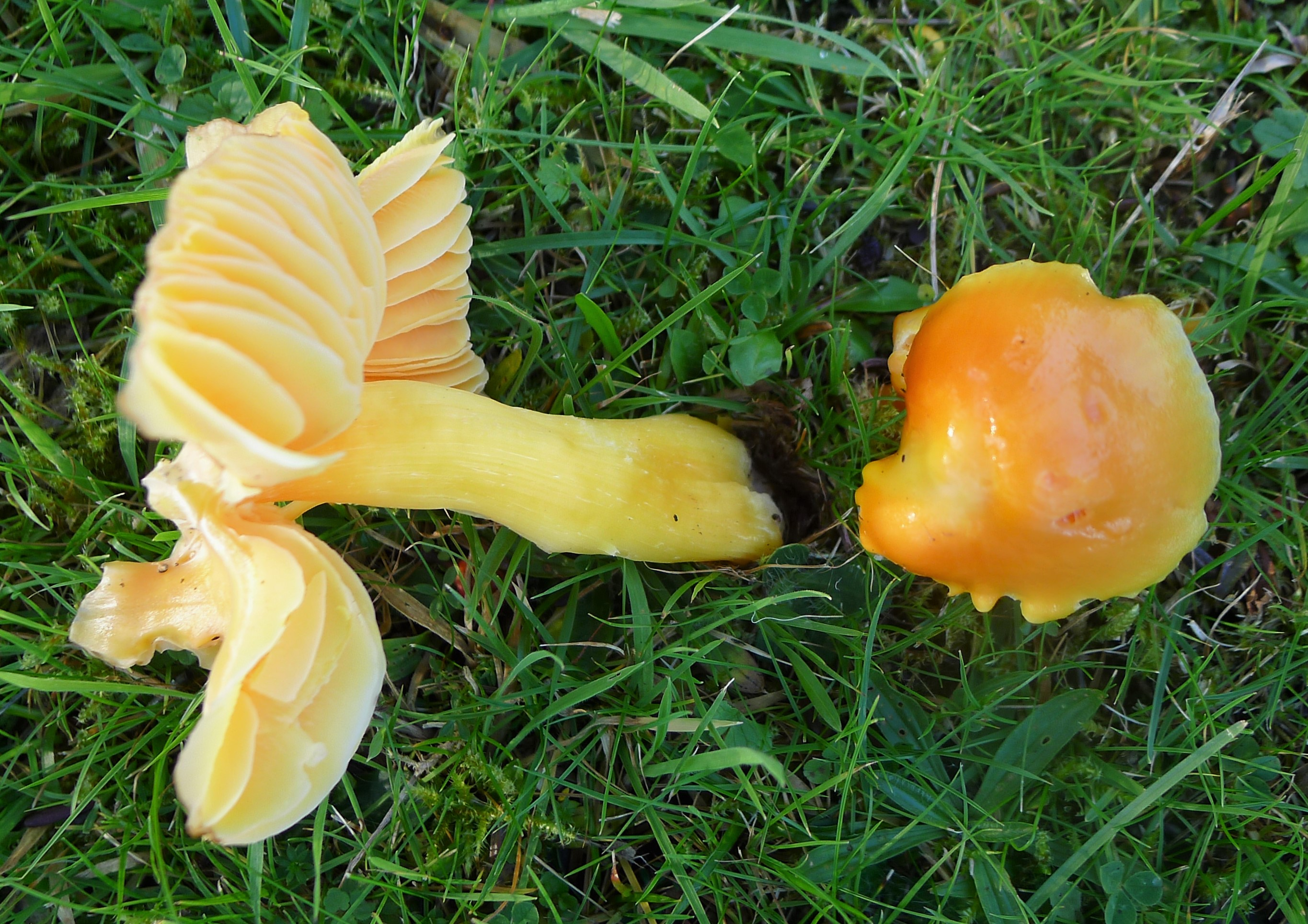
Hygrocybe aurantiosplendens

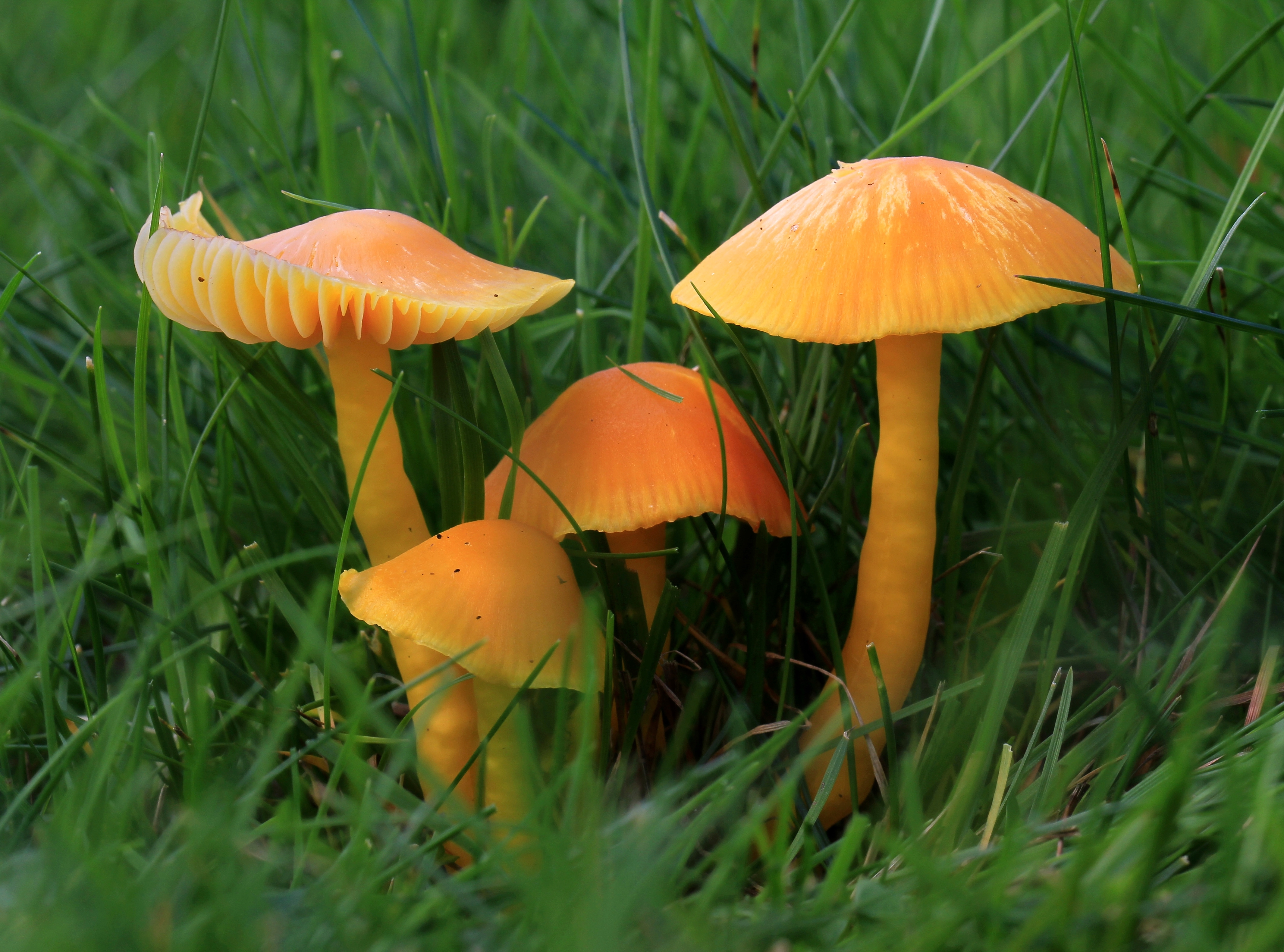
Hygrocybe ceracea
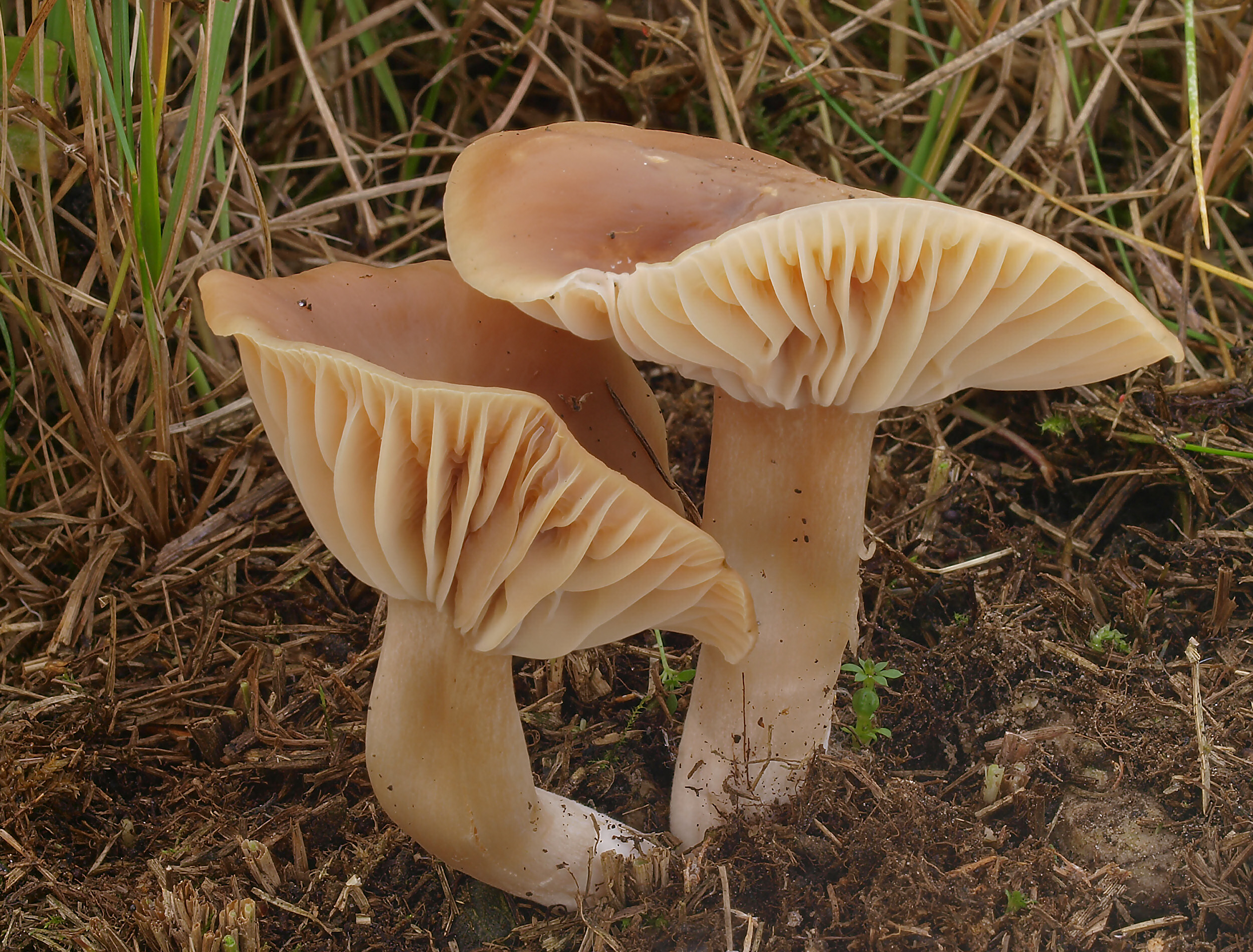
Cuphophyllus colemannianus sin. Hygrocybe colemanniana
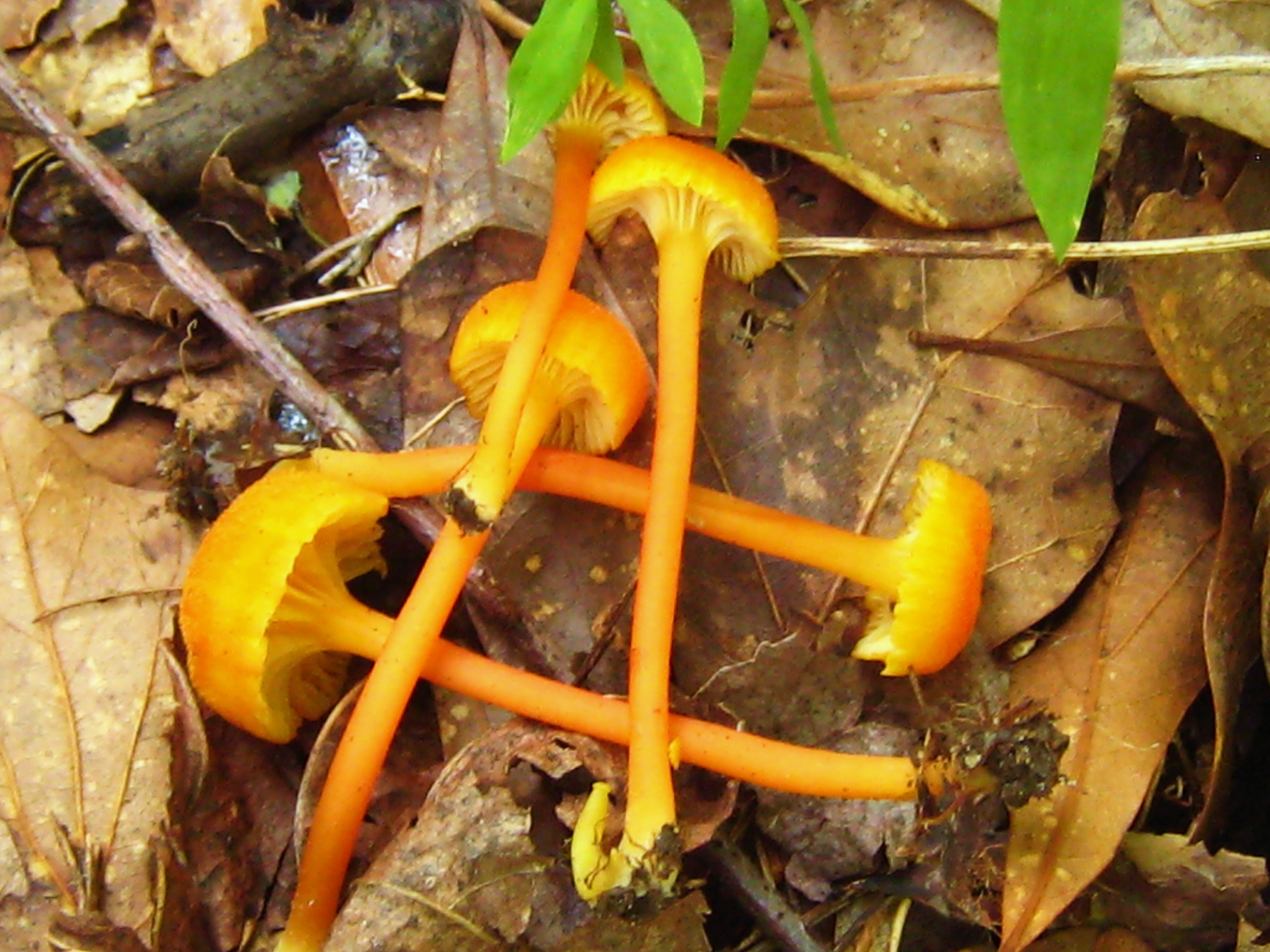
Hygrocybe cantharellus
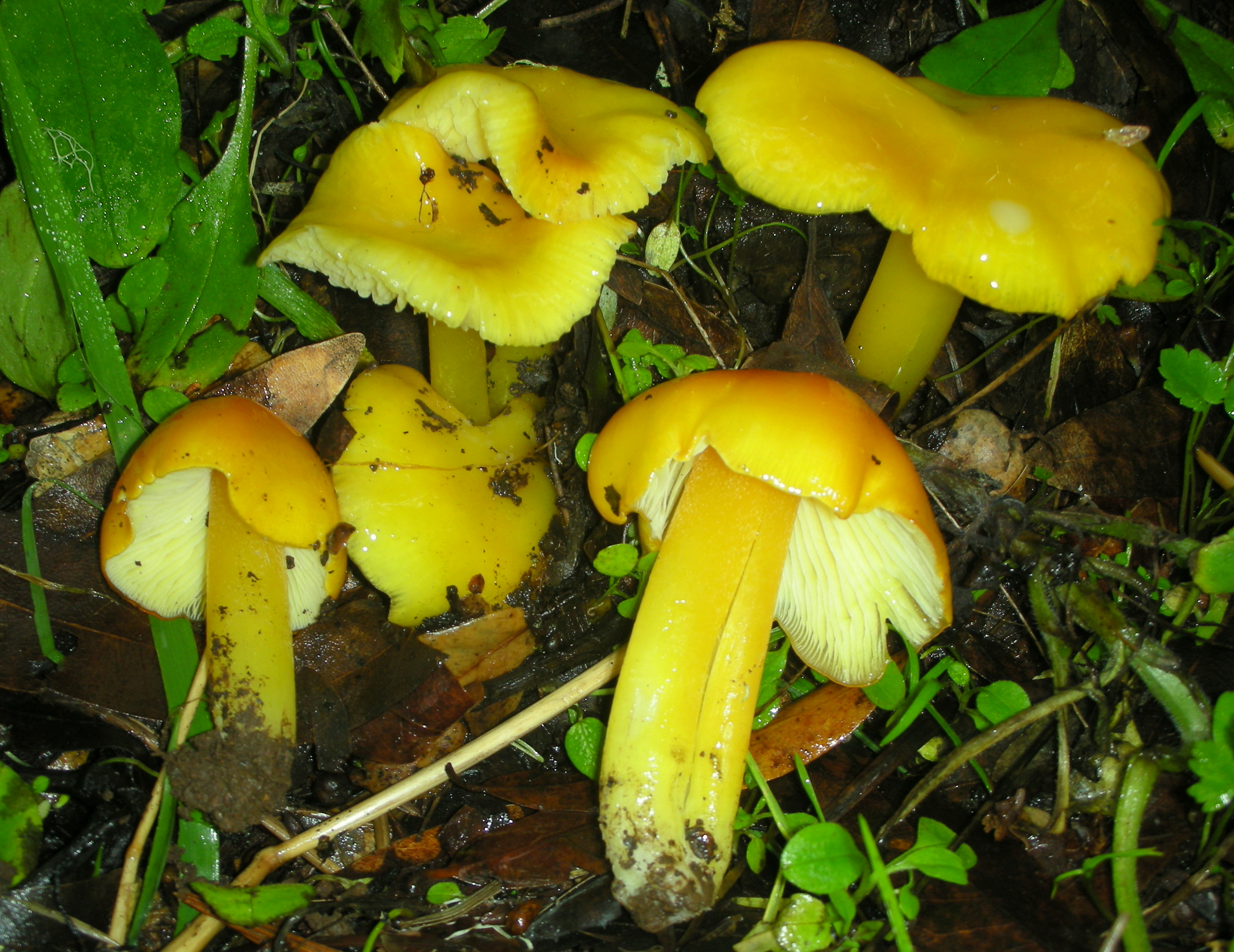
Hygrocybe flavescens
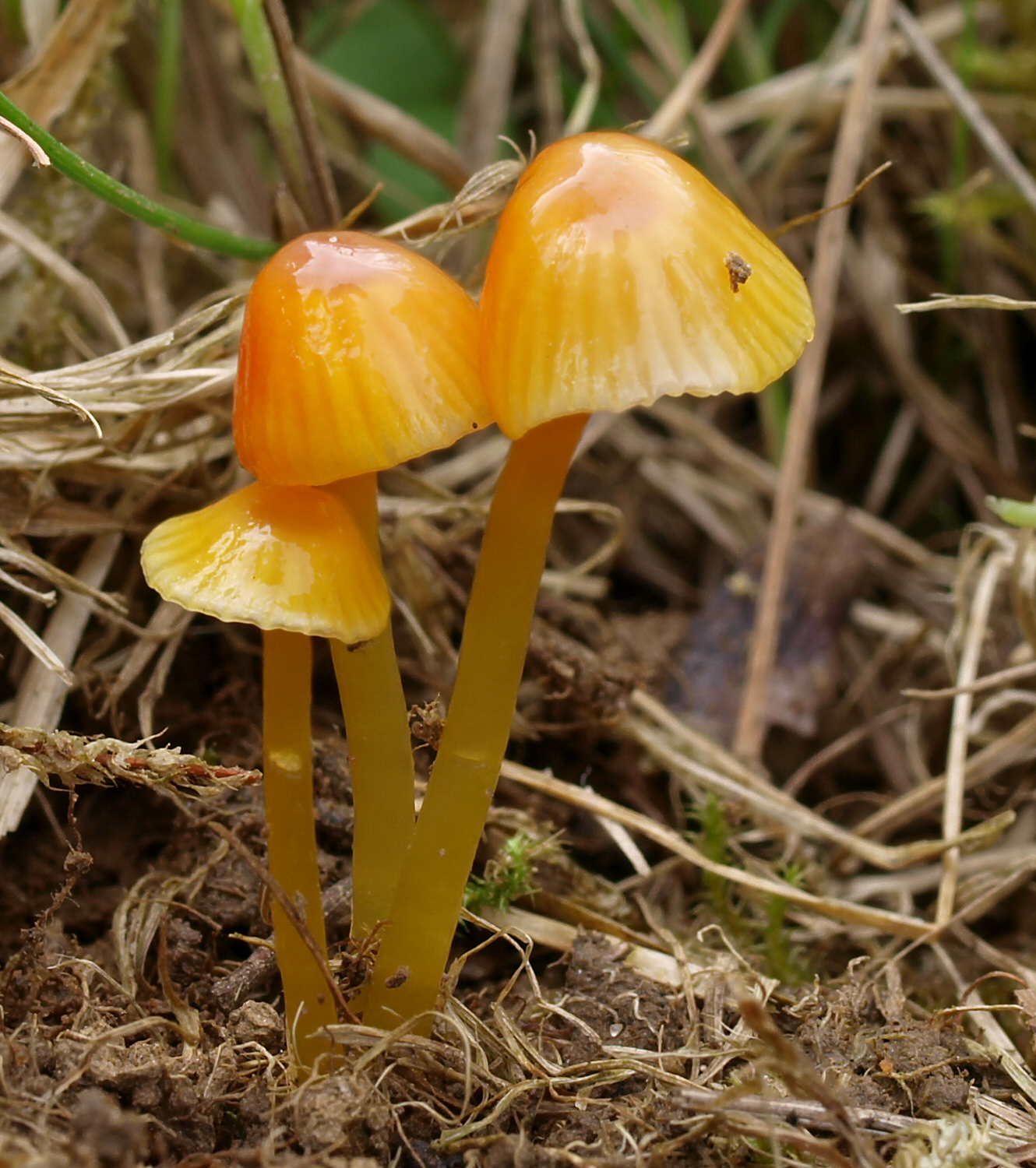
Hygrocybe glutinipes
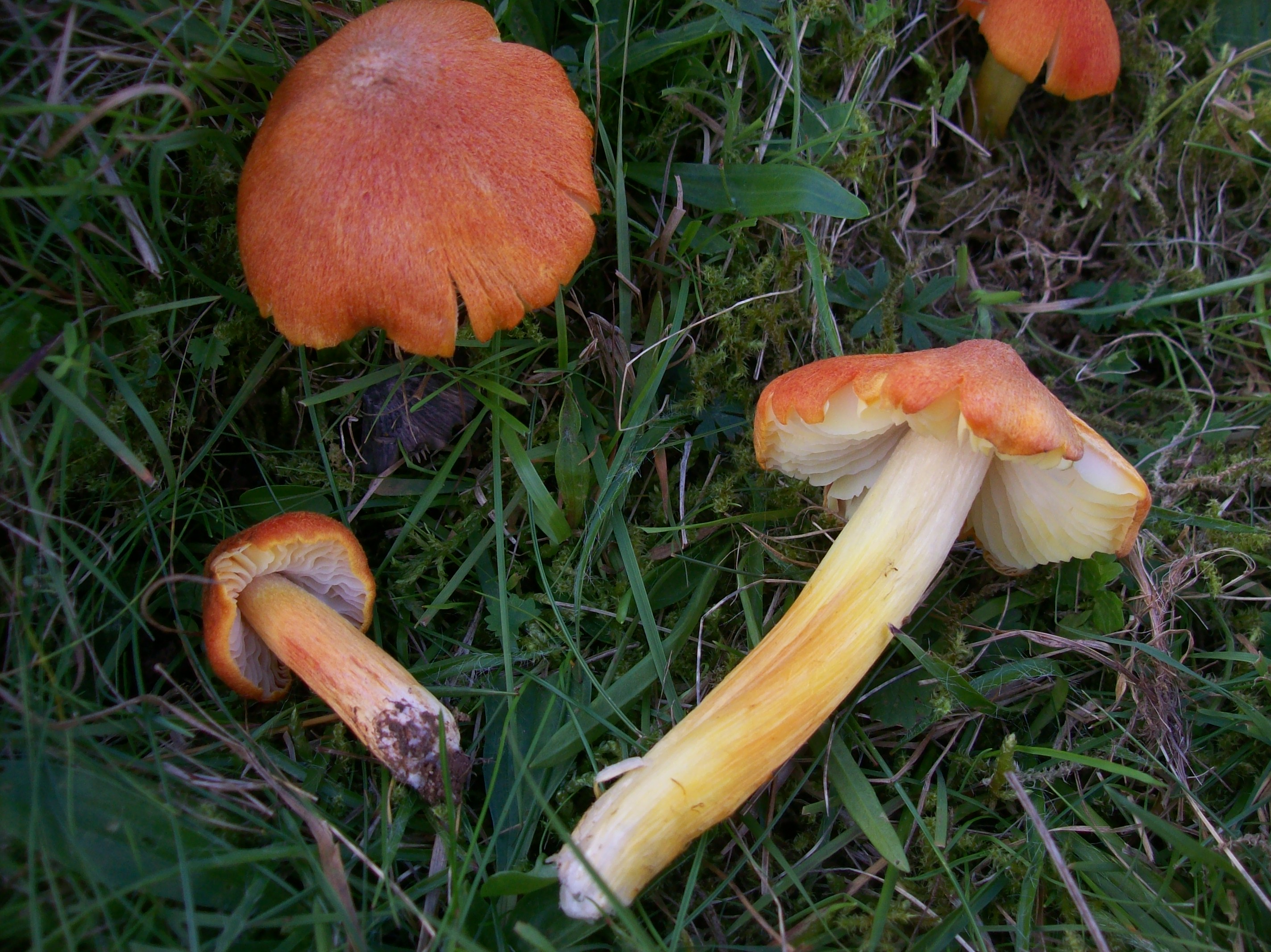
Hygrocybe intermedia

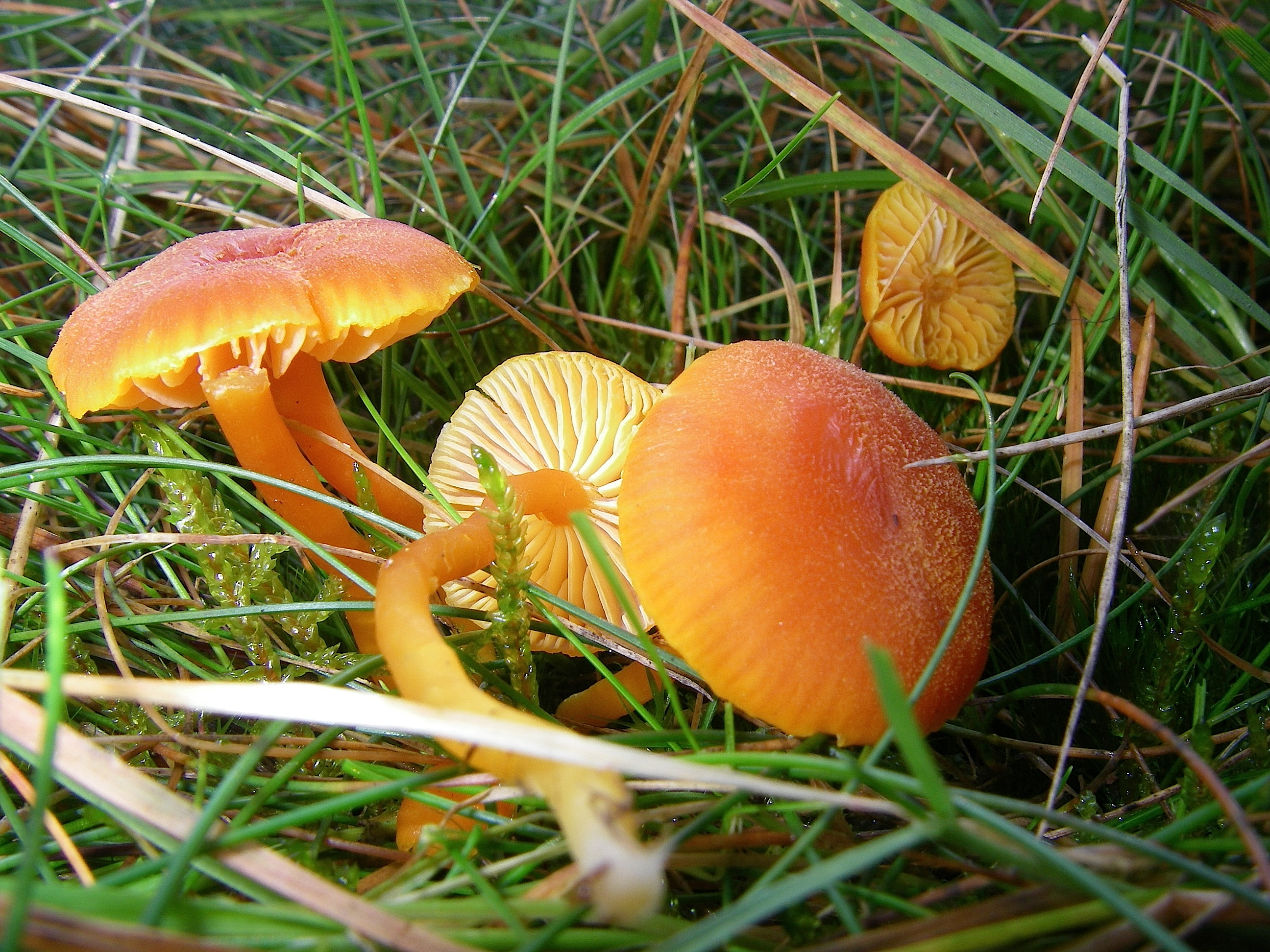
Hygrocybe miniata
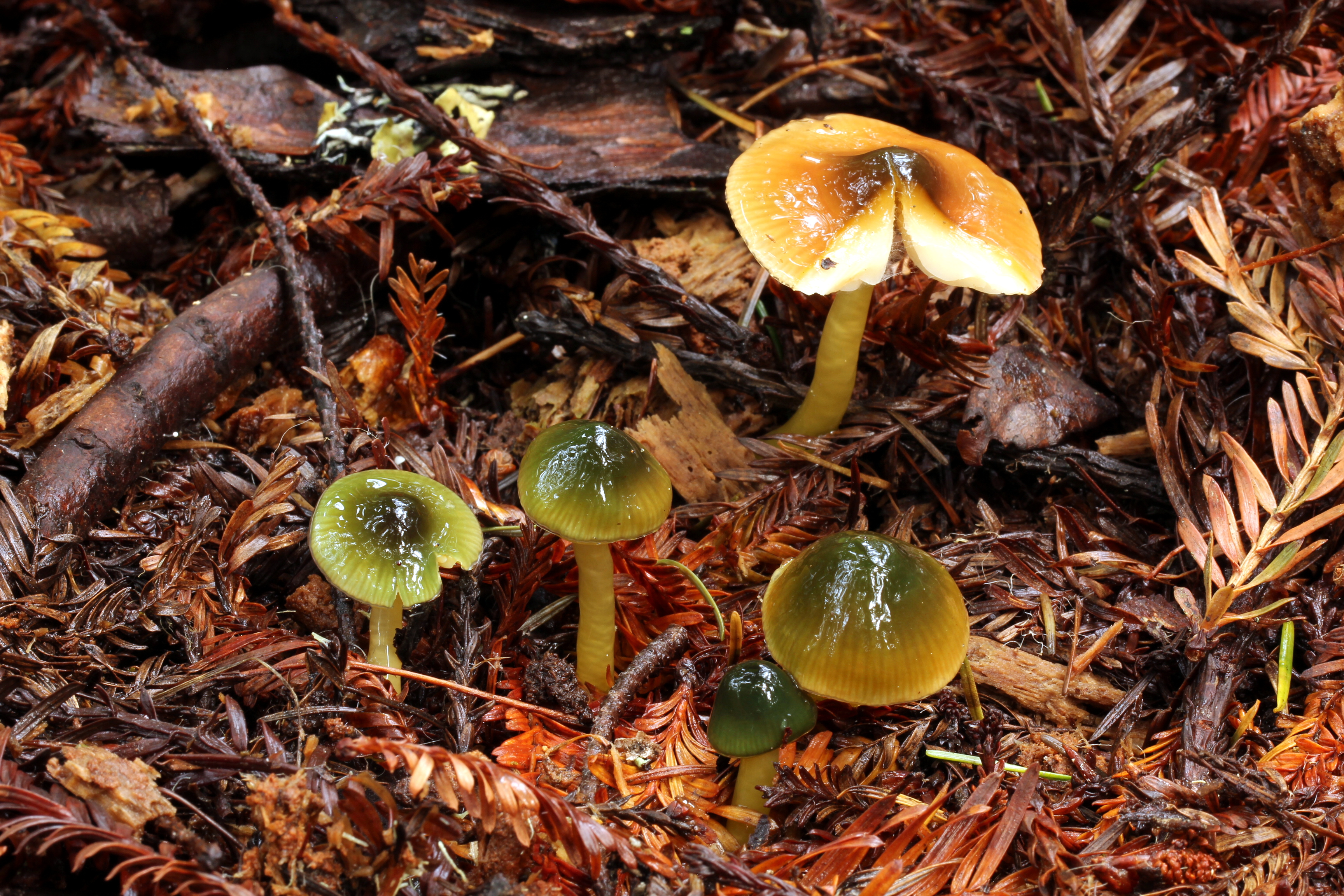
Hygrocybe psittacina sin. Gliophorus psittacinus
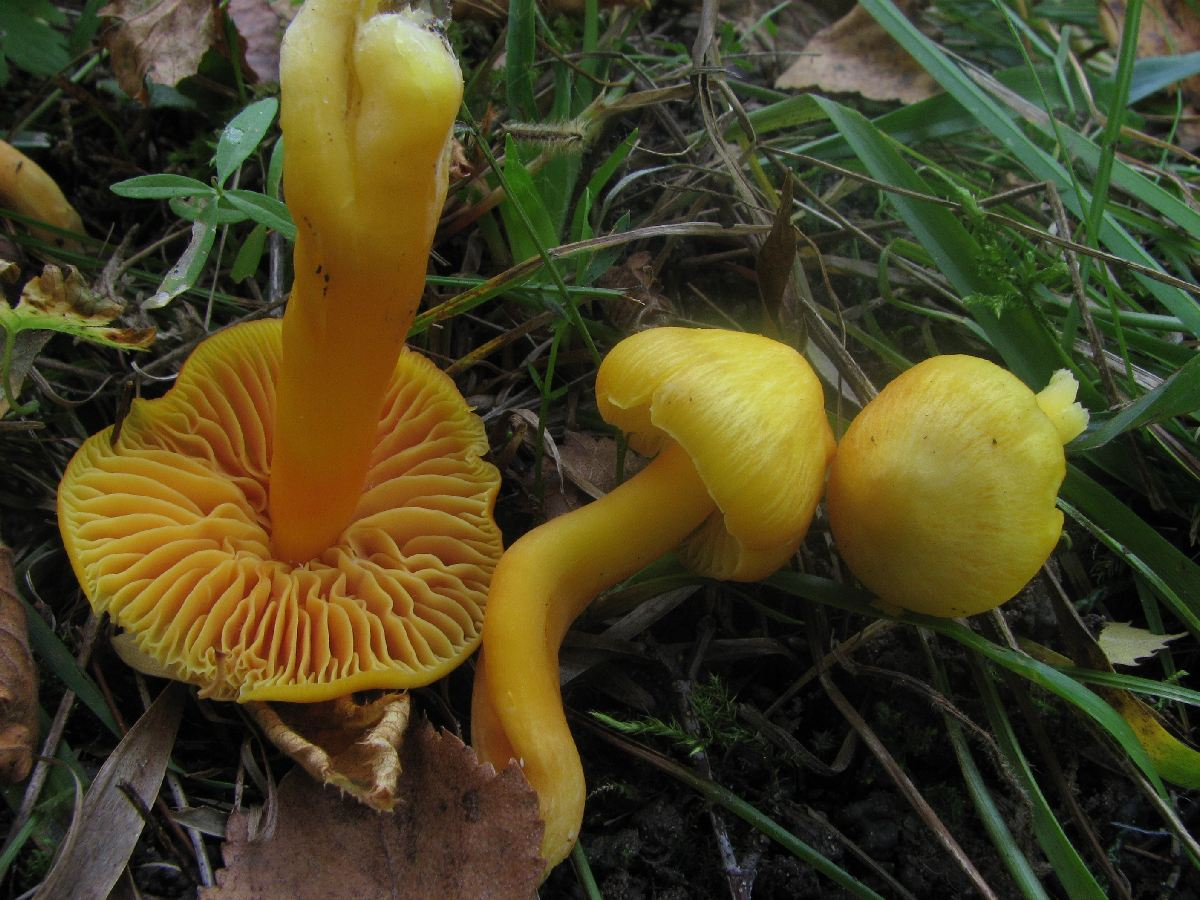
Hygrocybe quieta
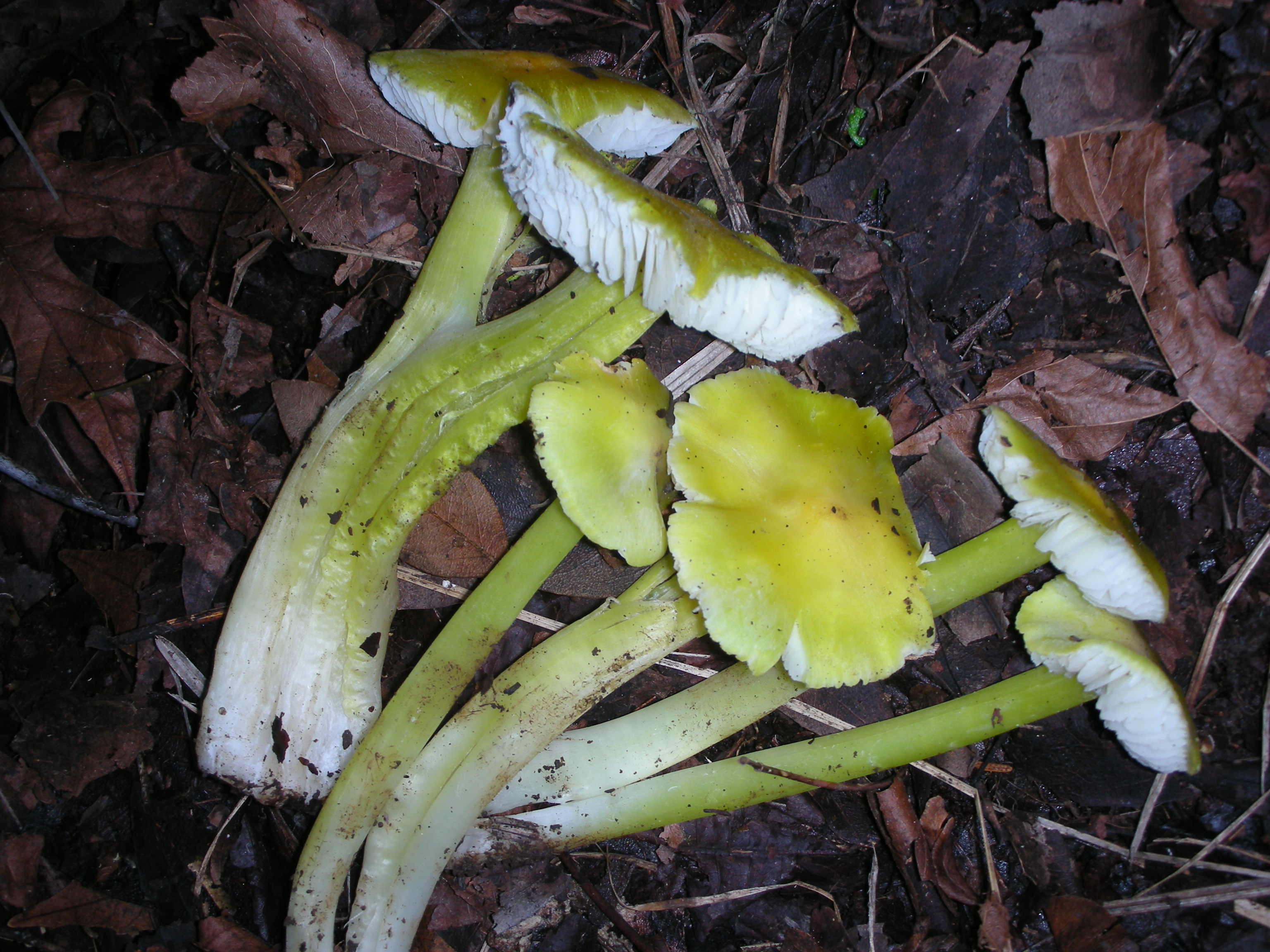
Hygrocybe virescens
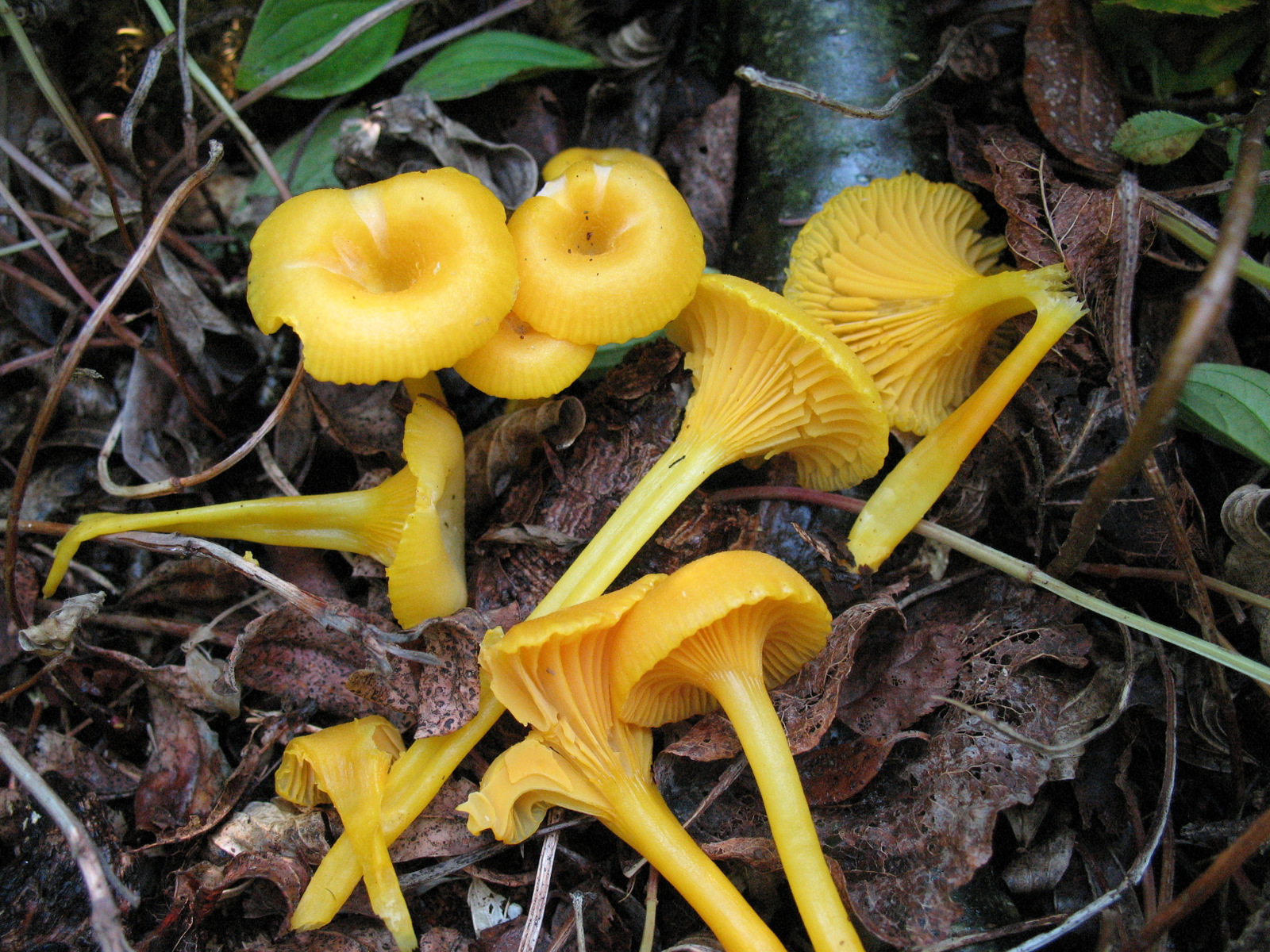
Hygrocybe vitellina sin. Gloioxanthomyces vitellinus
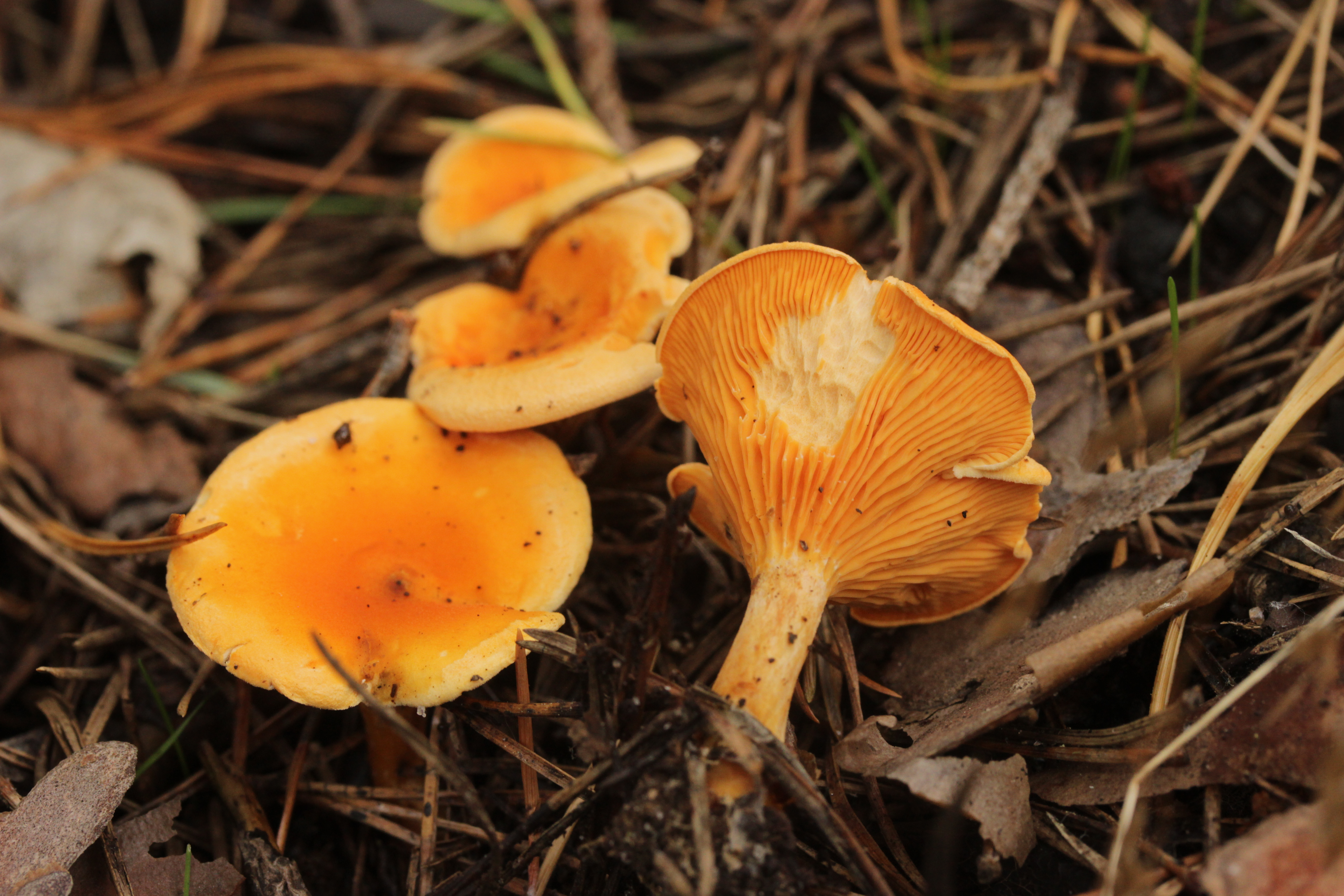
Hygrophoropsis aurantiaca

## Valorificare
Specia este considerată comestibilă, dar cu mică valoare gastronomică, datorită cărnii foarte subțiri.